# Label Edge Router
Il router Label Edge Router (LER), è un tipo di router situato nella zona perimetrica della rete MPLS (Edge sta ad indicare la posizione del router), dall'inglese ingress router o egress router, rispettivamente Router d'ingresso o Router d'uscita nella zona EDGE.

## Caratteristiche
Generalmente, all'ingresso della rete MPLS impongono una label (etichetta) originando un percorso LSP (Label Switched Path) e in uscita dalla rete MPLS terminano LSP e tolgono la label.
La funzione di questi LER è uno dei nodi principali della tecnologia MPLS, perché per aumentare la velocità di trattamento del pacchetto all'interno del core MPLS viene compresa la funzione di "etichettare" ai router LER, così facendo i router della core MPLS, LSR (Label Switched Router) hanno un compito più veloce leggendo la label e non più l'header del pacchetto IP.
Una osservazione molto importante è che l'assegnazione del pacchetto ad una FEC (Forwarding equivalence class) avviene solo nel router d'ingresso e non negli altri come si faceva con i router IP convenzionali.

## Funzionamento
Un esempio di funzionamento è il seguente.
L'ingress router LER riceve un pacchetto, lo classifica leggendo l'header e identifica la FEC. Identificata la FEC gli dà una label e invia il frame ai LSR nel core MPLS. Il LER legge la label, trova la corrispondente FEC in una sua tabella (Label Switching), cambia la label per il prossimo LSR ed invia il pacchetto nuovamente etichettato fino a giungere all'egress Router LER.